# 埃屈埃勒 (索恩-卢瓦尔省)
埃屈埃勒（法語：Écuelles，法語發音：[ekɥɛl]）是法国索恩-卢瓦尔省的一个市镇，属于索恩河畔沙隆区。

## 地理
埃屈埃勒（46°56'39"N, 5°3'38"E）面积9.93 平方千米，位于法国勃艮第-弗朗什-孔泰大區索恩-卢瓦尔省，该省份为法国中部省份，北起顺时针与科多尔省、汝拉省、安省、罗讷省、卢瓦尔省、阿列省和涅夫勒省接壤。
与埃屈埃勒接壤的市镇（或旧市镇、城区）包括：希夫尔、索恩河畔布拉尼、沙尔奈莱沙隆、帕洛。

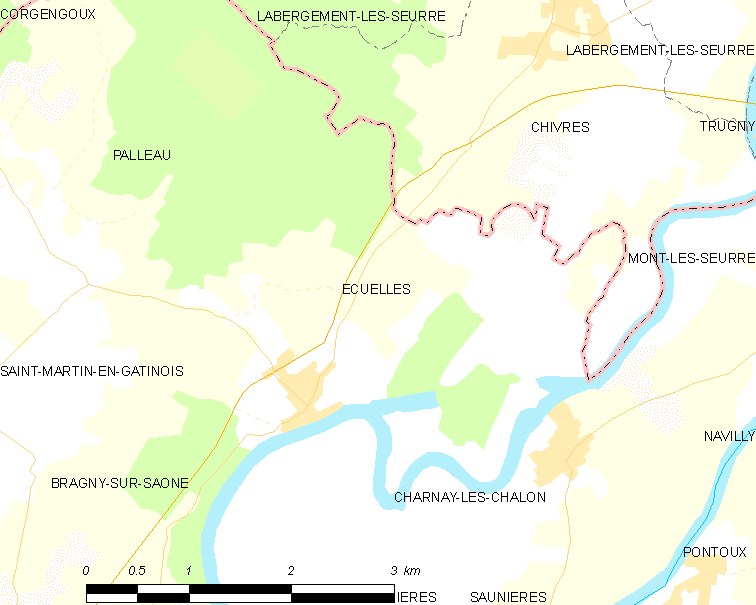
的OSM定位图

埃屈埃勒的时区为UTC+01:00、UTC+02:00（夏令时）。

## 行政
埃屈埃勒的邮政编码为71350，INSEE市镇编码为71186。

## 政治
埃屈埃勒所属的省级选区为热尔日县。

## 人口

1962-2008年间人口变化图示

埃屈埃勒于2022年1月1日时的人口数量为255人。